# The National (Abu Dhabi)
The National é um jornal diário emiradense, publicado pela primeira vez em 17 de abril de 2008. Pertence à International Media Investments, companhia de posse do Sheik Mansour. Com sede em Abu Dhabi, foi inicialmente apelidado por veículos midiáticos como o "The New York Times do Oriente Médio"; no entanto, têm sido acusado de autocensura nos últimos anos. Editado em língua inglesa, sua circulação foi estimada mais de 60 mil unidades em 2009.